# Akmonistion
Akmonistion is een geslacht van uitgestorven Holocephali dat leefde in het Vroeg-Carboon. Het geslacht bevat als enige soort Akmonistion zangerli. Het onderscheidt zich door een ongebruikelijke vergrote formatie van de rugvin, een 'ruggengraat-borstelcomplex' genaamd, met een onbekende functie. Dit komt ook voor in het bekendere geslacht Stethacanthus. Overblijfselen zijn alleen gevonden in de buurt van Bearsden in Schotland. De geslachtsnaam is afgeleid van het oude Griekse 'akmon' ('aambeeld') + 'istion' ('zeil'), verwijzend naar het uiterlijk van zijn eerste rugvin. Het dier bereikte een lengte van zestig centimeter.